# Gnaga

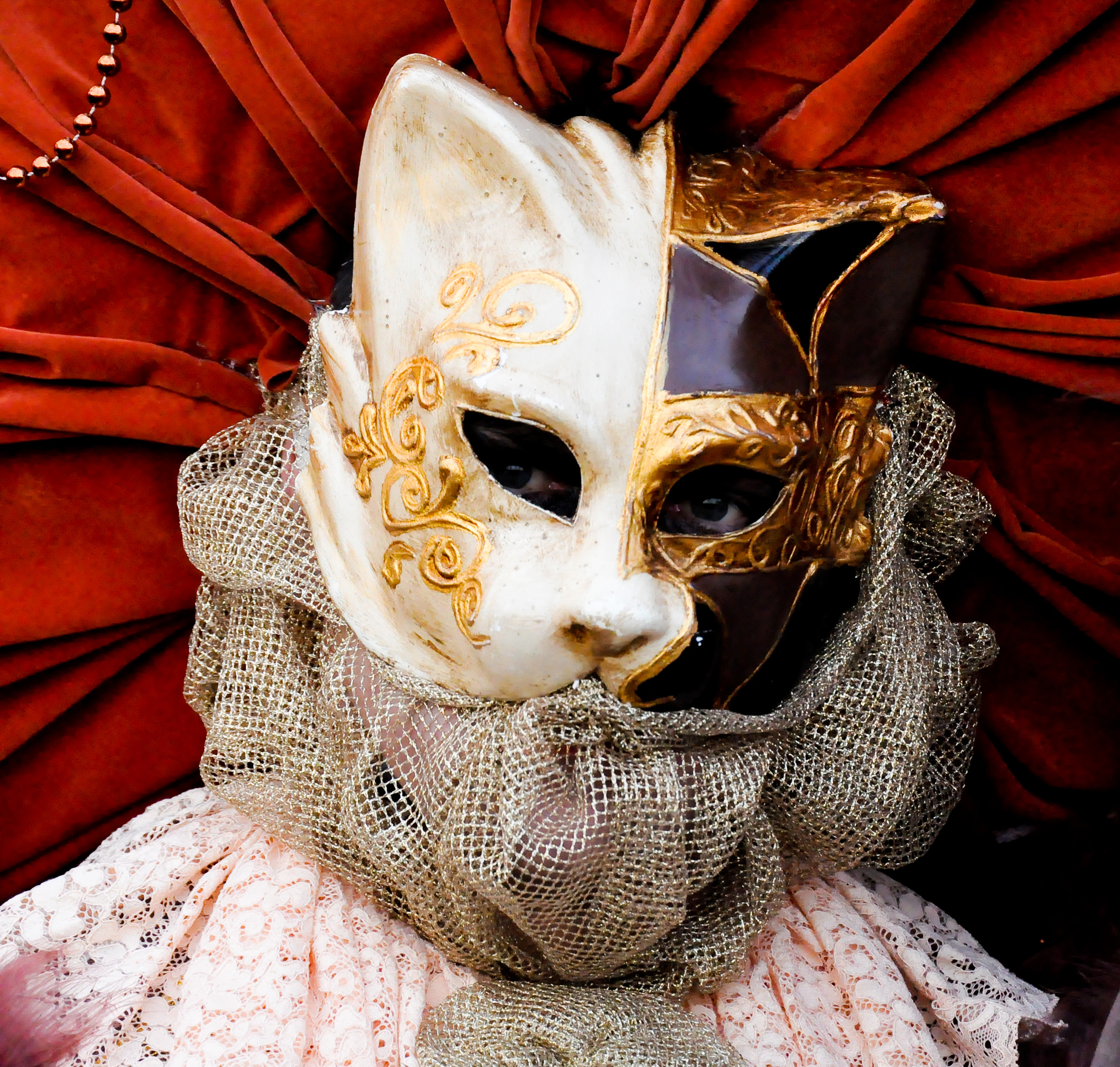
Una máscara de gnaga en el Carnaval de Venecia en 2010

La gnaga es un tipo de máscara originaria de Venecia. La máscara representa la cara de un gato y fue usada históricamente por prostitutos masculinos y travestis, particularmente durante el Carnaval de Venecia. La máscara cubre la mitad superior de la cara y está hecha tradicionalmente  de papel maché.

## Etimología
La palabra gnaga deriva de gnau, una onomatopeya en lengua veneciana que representa el maullido de un gato. Las personas que llevan gnaga se conocen como gnaghe.

## Historia
Durante el siglo XVI la homosexualidad era ilegal en la República de Venecia y se castigaba con la muerte en la horca y la quema en la Plaza de San Marcos. Sin embargo, la ley veneciana estipulaba que las personas no podían ser arrestadas por delitos cometidos mientras actuaban como un personaje enmascarado durante el Carnaval de Venecia. Según la leyenda local, los prostitutos homosexuales usaban máscaras de gato y actuaban como mujeres para evitar ser arrestados por su sexualidad. Los artistas gnaghe a menudo llevaban vestidos y cestas de gatitos consigo. De vez en cuando se hacían pasar por niñeras y llevaban bebés reales.
Según una historia popular, los prostitutos masculinos eran muy populares en Venecia, llegando incluso a superar a las prostitutas femeninas. Se dice que en 1511 el gobierno veneciano cambió la ley para permitir a las prostitutas exhibir públicamente sus pechos desde los balcones, para competir mejor con los homosexuales. Se dice que este cambio dio lugar al nombre de Ponte delle Tette (tdl. ‘Puente de las Tetas’) y Fondamenta delle Tette (tdl. ‘Calle de las Tetas’).
La máscara gnaga sigue siendo usada en el Carnaval de Venecia por hombres que se visten de mujer. Los portadores de la máscara a veces llevan una cesta que contiene un gato y maúllan a los transeúntes.